# Чудесные годы
«Чудесные годы» (англ. The Wonder Years) — американский драматический телесериал о подростках, семье, друзьях и школьной любви, созданный Кэрол Блэк и Нилом Марленсом. Он снимался 6 сезонов на канале ABC, с 1988 до 1993. Пилотная серия показана 31 января 1988 после трансляции американского футбола Супербоул XXII на ABC.
1968—1973 гг. (каждый сезон — промежуток в двадцать лет до тогдашнего текущего года), ряд социальных проблем и исторических событий того времени через восприятие главного героя Кевина Арнольда. Кевин также сталкивается с типичными подростковыми социальными проблемами, в том числе и его главный интерес — любовь к Уинни Купер, а также типичные семейные неприятности. История, рассказанная Кевином (озвучивает актёр Дэниел Стерн), описывает, что случается и что он понял благодаря случившимся событиям, чередуя рассказ ностальгическим и ироническим тоном.
Тема сериала кавер-версия песни The Beatles «With a Little Help from My Friends» в исполнении Джо Кокера. Название шоу — адаптация телевизионной рекламы продукта «Wonder Bread» (Чудесный хлеб), где зрителей убеждали кормить этим детей в период их чудесных лет («Wonder Years»).

## Сюжет
История начинается в 1968 году, когда друзья детства Кевин Арнольд, Пол Пфайфер и Уинни Купер впервые идут в среднюю школу имени Роберта Ф. Кеннеди. В самом начале сериала на войне во Вьетнаме погибает старший брат Уинни, девочка убегает вечером в рощу неподалёку от дома под названием Харперс Вудс. Там её находит Кевин, и они впервые там целуются. Эти недосказанные отношения между Уинни и Кевином остаются такими надолго. Уинни начинает встречаться с популярным восьмиклассником Кирком Маккреем, а Кевин — с Бекки Слейтер. Когда Кевин рвет с Бекки из-за чувств к Уинни, Бекки становится постоянно возвращающейся неприятностью для него. Уинни в итоге бросает Кирка, и Кевин с Уинни целуются второй раз в 1969 году, в начале летних каникул. В День святого Валентина в 1970 году Уинни временно встречается с Полом, который порвал со своей подругой Карлой.
Некоторое время спустя Уинни и Кевин начинают встречаться друг с другом.
Вскоре Уинни и её семья переезжают в другой дом, в четырёх милях от прежнего. Хотя Уинни посещает новую школу — имени Линкольна, она и Кевин решают остаться вместе и поддерживать отношения на расстоянии. Кевин знакомится с симпатичной новенькой ученицей Мадлин Адамс, и увлекается ею, а Уинни, встречается с Роджером, популярным в её школе спортсменом. В обеих парах отношения длятся недолго, но Уинни и Кевин не воссоединяются, пока Уинни не попадает в автомобильную катастрофу. После окончания средней школы Кевин и Уинни поступают в старшую школу McKinley High. Они снова то сходятся, то разрывают отношения, с ними и с Полом происходит множество событий.
Сериал завершается, когда друзья оканчивают старшую школу.

## Список серий
1. Чудесные годы (The Wonder Years)
2. Свингеры (Swingers)
3. Работа моего отца (My Father’s Office)
4. Ангел (Angel)
5. Телефонный звонок (The Phone Call)
6. Потанцуй со мной (Dance With Me)
7. Сердце тьмы (The Heart of Darkness)
8. Наша мисс Уайт (Our Miss White)
9. Рождество (Christmas)
10. Так держать (Steady as She Goes)
11. Только между тобой и мной … и Кирком, и Полом, и Карлой и Бекки (Just Between You and Me … and Kirk and Paul and Carla and Becky)
12. Гончарное дело до добра не доведёт (Pottery Will Get You Nowhere)
13. Музыкальная развязка (Coda)
14. Мой брат — стихийное бедствие (Hiroshima, Mon Frere)
15. Слабаки (Loosiers)
16. Демонстрация (Walkout)
17. Немезида (Nemesis)
18. Злой рок (Fate)
19. День рождения (Birthday Boy)
20. Свободное племя (Brightwing)
21. Позорный танец (Square Dance)
22. Чья это роща (Whose Woods are These)
23. Как я провёл лето (How I’m Spending My Summer Vacation)
24. Летняя песня (Summer Song)
25. Математический класс (Math Class)
26. Вэйн за рулём (Wayne on Wheels)
27. Мамины войны (Mom Wars)
28. В лучах рампы (On the Spot)
29. Лишний должен уйти (Odd Man Out)
30. Семейный автомобиль (The Family Car)
31. Прыщ (The Pimple)
32. Математический класс в квадрате (Math Class Squared)
33. Рок-н-ролл (Rock 'n' Roll)
34. Кто поймёт этих женщин (Don’t You Know Anything About Women)
35. Глава семьи (The Powers that Be)
36. Она, мой друг и я (She, My Friend and I)
37. Кошмар в день святого Валентина (St. Valentine’s Day Massacre)
38. Домик на дереве (The Tree House)
39. Хоровое пение (Glee Club)
40. Ночная вечеринка (Night Out)
41. Вера (Faith)
42. Бейсбол по блату (The Unnatural)
43. Прощай (Goodbye)
44. Какао и симпатия (Cocoa and Sympathy)
45. Папина дочка (Daddy’s Little Girl)
46. Переезд (Moving)
47. Взросление (Growing Up)
48. Девятиклассник (Ninth Grade Man)
49. Путешествие (The Journey)
50. Стоимость жизни (The Cost of Living)
51. Эта безумная, безумная Мейделин (It’s a Mad, Mad, Madeline World)
52. Маленькая Дебби (Little Debbie)
53. Семейные узы (The Ties that Bind)
54. Шестой игрок (The Sixth Man)
55. Рождество тренера Катлипа (A Very Cutlip Christmas)
56. Кандидат (The Candidate)
57. Разбитое сердце (Heartbreak)
58. Отречение (Denial)
59. Кто такая тётя Роза (Who’s Aunt Rose)
60. Мужество (Courage)
61. Бастер (Buster)
62. Поездка (Road Trip)
63. Столкновение миров (When Worlds Collide)
64. Отдельные комнаты (Separate Rooms)
65. Школьный ежегодник (The Yearbook)
66. Авария (The Accident)
67. Дом, который построил Джек (The House that Jack Built)
68. Окончание средней школы (Graduation)
69. Эпизоды из прошлых серий (The Wonder Years — Clip Show)
70. Озеро (The Lake)
71. День первый (Day One)
72. Скобяная лавка (The Hardware Store)
73. Фрэнк и Дэнис (Frank and Denise)
74. Восход полной луны (Full Moon Rising)
75. Треугольник (Triangle)
76. Футбол (Soccer)
77. Праздничный обед (Dinner Out)
78. Рождественская вечеринка (Christmas Party)
79. Выбор Пфайферов (Pfeiffer’s Choice)
80. Проверка на дороге (Road Test)
81. Дедушкина машина (Grandpa’s Car)
82. Яркая личность (Kodachrome)
83. Рядовой Тупица (Private Butthead)
84. О мастодонтах и людях (Of Mastodons and Men)
85. Двойное свидание (Double Double Date)
86. Герой (Hero)
87. Обеденные истории (Lunch Stories)
88. Познание плоти (Carnal Knowledge)
89. Безумная вечеринка (The Lost Weekend)
90. Штормовая погода (Stormy Weather)
91. Свадьба (The Wedding)
92. Возвращение на озеро (Back to the Lake)
93. Разбитые сердца и котлеты (Broken Hearts and Burgers)
94. Возвращение домой (Homecoming)
95. Рыбалка (Fishing)
96. Картинки со свадьбы (Scenes from a Wedding)
97. Секс и экономика (Sex and Economics)
98. Обыкновенная политика (Politics as Usual)
99. Ложь (White Lies)
100. Вэйн и Бони (Wayne and Bonnie)
101. Доставка Кэвина (Kevin Delivers)
102. Тестирование (The Test)
103. Не давай сбить себя с пути (Let Nothing You Dismay)
104. Новый год (New Year’s)
105. Алиса в стране машин (Alice in Autoland)
106. Роллинг Стоунс, леди и джентльмены (Ladies and Gentlemen…The Rolling Stones)
107. Распаковка (Unpacking)
108. Халк Арнольд (Hulk Arnold)
109. Нос (Nose)
110. Затмение (Eclipse)
111. Покер (Poker)
112. Маленькая женщина (Little Women)
113. Встреча выпускников (Reunion)
114. Лето (Summer)
115. День независимости (Independence Day)